# The Delta Rhythm Boys
The Delta Rhythm Boys sont un quatuor vocal américain formé en 1934 et actif jusque dans les années 1980.

## Histoire
La formation est créée en 1934 par quatre étudiants de l'université Langston dans l'Oklahoma, sous l'égide du directeur de l'établissement. Ils sont rapidement engagés par une radio argentine à Buenos Aires où ils passent plusieurs mois, et décident à leur retour aux États-Unis de tenter leur chance à New York. Dès la fin des années 1930, ils chantent à Broadway et à la radio sur CBS.
Signés chez Decca Records en 1940 puis chez RCA Records en 1947, ils enregistrent jusqu'en 1955 d'innombrables 78 tours, seuls ou en collaboration avec de grands noms tels que Mildred Bailey, Fred Astaire ou encore Ella Fitzgerald. Ils apparaissent aussi dans de nombreux films, comme Hollywood Parade en 1944. Mais ils restent avant tout un groupe de scène, parcourant les États-Unis et l'Europe.
Leur prestige décline aux États-Unis à partir de la fin des années 1950, mais ils restent très populaires en Europe, où ils décident de s'installer. En France, ils chantent au Moulin Rouge et signent avec Véga et Barclay. Également très appréciés en Europe du Nord, ils enregistrent des titres en suédois, danois et finnois.
Couvrant plus de cinq décennies, l'histoire du quatuor est marquée par la mort de plusieurs de ses membres : Kelsey Pharr en 1960, Herb Coleman et Traverse Crawford au milieu des années 1970, Lee Gaines et Hugh Bryant en juillet 1987.

## Composition
Pendant ses plus grandes années, le quatuor est composé de Lee Gaines, Carl Jones, Traverse Crawford et Kelsey Pharr, accompagnés de Rene DeKnight au piano. Les Delta Rhythm Boys tirent officiellement leur révérence après la mort de Lee Gaines, dernier membre subsistant de la formation originale.

### Basse
- 1934-1987 : Lee Gaines (mort le 15 juillet 1987 à 73 ans[4])

### Premier ténor
- 1934-1944 : Elmaurice Miller (né le 15 septembre 1902 - mort le 13 septembre 1962)
- 1944-1960 : Carl Jones (né le 18 juin 1919 - mort le 21 septembre 2010[5])
- 196?-1974 : Herb Coleman (mort le 12 juin 1974 à 46 ans[6])
- 197?-1987 : Walter Trammel

### Second ténor
- 1934-1975 : Traverse Crawford (mort en 1975)
- 197?-1987 : Ray Beatty

### Baryton
- 1934-1943 : Essie Atkins
- 1943-1960 : Kelsey Pharr (mort en 1960)
- 196?-1987 : Hugh Bryant (mort le 23 juillet 1987 à 58 ans[7])

## Apparition au cinéma
- 1952 : Drömsemester, film suédois de Gösta Bernhard, avec Alice Babs